# (6134) Kamagari
(6134) Kamagari est un astéroïde de la ceinture principale.

## Description
(6134) Kamagari est un astéroïde de la ceinture principale. Il fut découvert le 15 septembre 1990 à Palomar par Henry E. Holt. Il présente une orbite caractérisée par un demi-grand axe de 2,56 UA, une excentricité de 0,15 et une inclinaison de 13,1° par rapport à l'écliptique.